# Aedes harinasutai
Aedes harinasutai är en tvåvingeart som beskrevs av Knight 1978. Aedes harinasutai ingår i släktet Aedes och familjen stickmyggor.
Artens utbredningsområde är Thailand. Inga underarter finns listade i Catalogue of Life.